# Salomon Group
Salomon Group även kallad endast Salomon är en fransk sportartikeltillverkare grundad 1947 i Annecy i Frankrike, från början främst känd i Sverige för att tillverka bindningar och pjäxor för utförsåkning.[källa behövs] Idag ägs företaget av finska Amer Sports som i sin tur ägs av kinesiska Anta Sports.

## Historia
Företaget började tillverka skidbindningar redan på 1950-talet och sortimentet utökades med pjäxor på 1970-talet. Därefter kom ett antal profilprodukter, mössor, handskar, m.m., av vilka den så kallade salomonryggsäcken måste anses vara en av företagets största succéer någonsin, åtminstone i Sverige. Det var en enkel sportryggsäck, ca 30x40 cm med ett något mindre ytterfack, i marinblått med orange detaljer och ett stort vitt "S". Det var Salomonryggsäcken som, tillsammans med Fjällrävens "kånken", fick Sveriges barn och ungdomar att byta axelremsväska mot ryggsäck som skolväska.[källa behövs]
1990 började företaget också att tillverka slalomskidor och under samma decennium fick även tillverkningen av längdåkningsutrustning bra fart.[källa behövs] Salomon gick år 1997 samman med Adidas för att bilda Adidas-Salomon AG. Salomon såldes vidare av Adidas i maj 2005 till finska Amer Sports.
Salomon jobbar idag aktivt med miljöfrågor och har en internationell policy som säger att Salomon ska:
- Förstå hur miljön påverkas av det Salomon gör
- Reducera C02 utsläpp
- Reducera vårt beroende av ej återvinningsbara material
- Eliminera toxicitet
- Utveckla produkter och processer som är miljövänliga och återvinningsbara